# Nutakki Priyanka
Nutakki Priyanka  est une joueuse d'échecs indienne née le 1er juin 2002, grand maître international féminin depuis 2022.
Au 1er mai 2023, elle est la dixième joueuse indienne avec un classement Elo de 2 345 points.

## Biographie et carrière
Nutakki Priyanka a remporté la médaille d'or au championnat d'Asie et au championnat du monde  des moins de 10 ans en 2012.
En 2022, elle remporte la médaille d'argent au championnat d'Asie d'échecs.
Elle obtient le titre de grand maître international féminin en 2022.